# Grosses Ochsenhorn
Grosses Ochsenhorn je nejvyšší vrchol horského masivu Loferer Steinberge, nacházející se v pohoří Steinberge v Rakousku. Jeho nadmořská výška je 2513 m.

## Charakteristika
Je to skalnatý vápencový vrchol, ležící ve východní části masivu. K východu a západu vysílá ostré hřebeny. Od sousední hory Skihörndl (2286 m n. m.) jej dělí sedlo Rotscharte (2239 m n. m.). K východu pokračuje hřeben vrcholy Mittlere a Kleine Ochsenhorn. K severu spadá strmě do kotle Wehrgrube a na jih se prezentuje skalní stěnou, spadající do úžlabiny Hochkaser Graben.

## Přístup
Hora je dostupná nejlépe z horské chaty Schmidt-Zabirow Hütte (1966 m n. m.), ležící 2,5 km na severozápad. Cesta č. 613 traversuje severní svahy vrcholu Grosses Reifhorn (2488 m n. m.) po vápencových plotnách. Po 1,75 km dojde k rozcestí značených cest, ležícím pod severní stěnou Ochsenhornu. Zde je možno sestoupit po ní do obce Lofer nebo vystoupat na vrchol Grosses Ochsenhorn po skalní, upravené kamenité cestě (obtížnost I.UIAA). Z jižní strany hory vede k vrcholu po skalním pilíři náročnější horolezecká trasa.
- Z doliny Loferer Hochtal k chatě Schmidt-Zabierow Hütte, cesta č. 601, 4 hodiny.
- Z obce St. Martin bei Lofer po cestě č. 613 Schardinger Steig, 3,5 hodiny, lehké lezení I. UIAA
- Z obce St. Ulrich am Pillersee cestou vedoucí údolím Grieseltal a do sedla Rotscharte, bez značení, 4,5 hodiny (horolezecká cesta)